# Horace L. McBride
Horace L. McBride était un général de l’armée des États-Unis, né le 29 juin 1894 à Madison, Nebraska et décédé le 14 novembre 1962 à Orlando, Floride.

## Biographie
Il a étudié à l'Université du Nebraska de 1910 à 1911 et est diplômé de l'Académie militaire de West Point en 1916. Comme lieutenant il se dirige vers l'artillerie. Durant la Première Guerre mondiale il est lieutenant d'artillerie au American Expeditionary Force, il participe à l'Offensive Meuse-Argonne.
En 1919 il est attaché militaire à Varsovie. De 1923 à 1927 il devient professeur à l'Université Yale. Il étudie à Command and General Staff College à Fort Leavenworth de 1928 à 1932. Il sert aux Philippines de 1932 à 1935. Il est stationné à Panama de 1940 à 1942. De 1942 à 1943, il commande la 80e division d'infanterie. Il dirige les forces américaines durant la Bataille de Cassel (1945). Il dirige le 20e corps d'armée (États-Unis) de 1945 à 1946. 
De 1953 à 1954, il sert aux caraïbes.

## Décorations
- Distinguished Service Medal
- Silver Star with oak leaf cluster
- Legion of Merit
- Bronze Star
- Army Commendation Ribbon